# Demokratisch-Sozialistische Partei (Japan)
Die Demokratisch-Sozialistische Partei (jap. 民主社会党, Minshu Shakaitō, ab 1969: 民社党, Minshatō, DSP) war die 1960 entstandene Abspaltung von Teilen des rechten Flügels (uha) der Sozialistischen Partei Japans (SPJ). Sie verfolgte gemäßigtere Positionen als die SPJ, ihr Gründungsprogramm war in Teilen dem Godesberger Programm der deutschen Sozialdemokraten entlehnt. Wie ihre Mutterpartei war auch sie nicht frei von Kursstreitigkeiten und Flügelkämpfen.
Trotz oder wegen ihrer gemäßigten Positionen war die DSP nie so erfolgreich wie die SPJ; meist blieb sie sogar hinter dem Stimmenanteil der Kommunisten zurück. Nachdem die anti-LDP-Koalitionsregierungen Hosokawa und Hata, an denen die DSP beteiligt war, gescheitert waren, ging die Partei 1994 in der neu geschaffenen Shinshintō auf.

## Parteivorsitzende
Der Titel des Parteivorsitzenden war bei der DSP 中央執行委員長 chūō shikkō iinchō, also etwa „Vorsitzender des Zentralexekutivkomitees“, ähnlich wie damals bei der lange verbündeten Kōmeitō.
- 1960–1967 Nishio Suehiro
- 1967–1971 Nishimura Eiichi
- 1971–1977 Kasuga Ikkō
- 1977–1985 Sasaki Ryōsaku
- 1986–1989 Tsukamoto Saburō
- 1989–1990 Nagasue Eiichi
- 1990–1994 Ōuchi Keigo
- Jun.–Dez. 1994 Yonezawa Takashi

## Regierungsbeteiligungen
- 1993–94 79. Kabinett (SPJ, Shinseitō, Kōmeitō, DSP, NJP, Sakigake, SDF, Minkakuren) Hosokawa Morihiro: ein DSP-Minister
- 1994 80. Kabinett (Shinseitō, Kōmeitō, NJP, DSP, LP, Kaikaku no Kai, Minkakuren) Hata Tsutomu: zwei, dann drei DSP-Minister